# Бетина
Бетина је насељено мјесто у Далмацији. Припада општини Тисно, у Шибенско-книнској жупанији, Република Хрватска.

## Географија
Бетина се налази на острву Муртер, око 6,5 км сјеверозападно од Тисног.

## Историја
Насеље се до територијалне реорганизације у Хрватској налазило у некадашњој великој општини Шибеник.

## Становништво
Према попису становништва из 2011. године, насеље Бетина је имала 697 становника.
| Демографија | Демографија | Демографија |
| Година      | Становника  | Становника  |
| ----------- | ----------- | ----------- |
| 1971.       | 988         |             |
| 1981.       | 767         |             |
| 1991.       | 813         |             |
| 2001.       | 774         |             |
| 2011.       |             | 697         |

## Попис1991.
На попису становништва 1991. године, насељено место Бетина је имало 813 становника, следећег националног састава:
| Попис 1991.‍  | Попис 1991.‍  | Попис 1991.‍ | Попис 1991.‍ | Попис 1991.‍ |
| ------------ | ------------ | ----------- | ----------- | ----------- |
|              |              |             |             |             |
| Хрвати       | Хрвати       |             | 784         | 96,43%      |
| Срби         | Срби         |             | 2           | 0,24%       |
| Југословени  | Југословени  |             | 1           | 0,12%       |
| Муслимани    | Муслимани    |             | 1           | 0,12%       |
| Словенци     | Словенци     |             | 1           | 0,12%       |
| неопредељени | неопредељени |             | 8           | 0,98%       |
| непознато    | непознато    |             | 16          | 1,96%       |
| укупно: 813  |              |             |             |             |